# Auto presidenziale USA
L'auto presidenziale USA (soprannominata "la Bestia", "Cadillac One", "First Car"; nome in codice "Stagecoach") è l'auto blu del Presidente degli Stati Uniti. Il modello attuale è una Cadillac unica nel suo genere entrata in servizio il 24 settembre 2018.

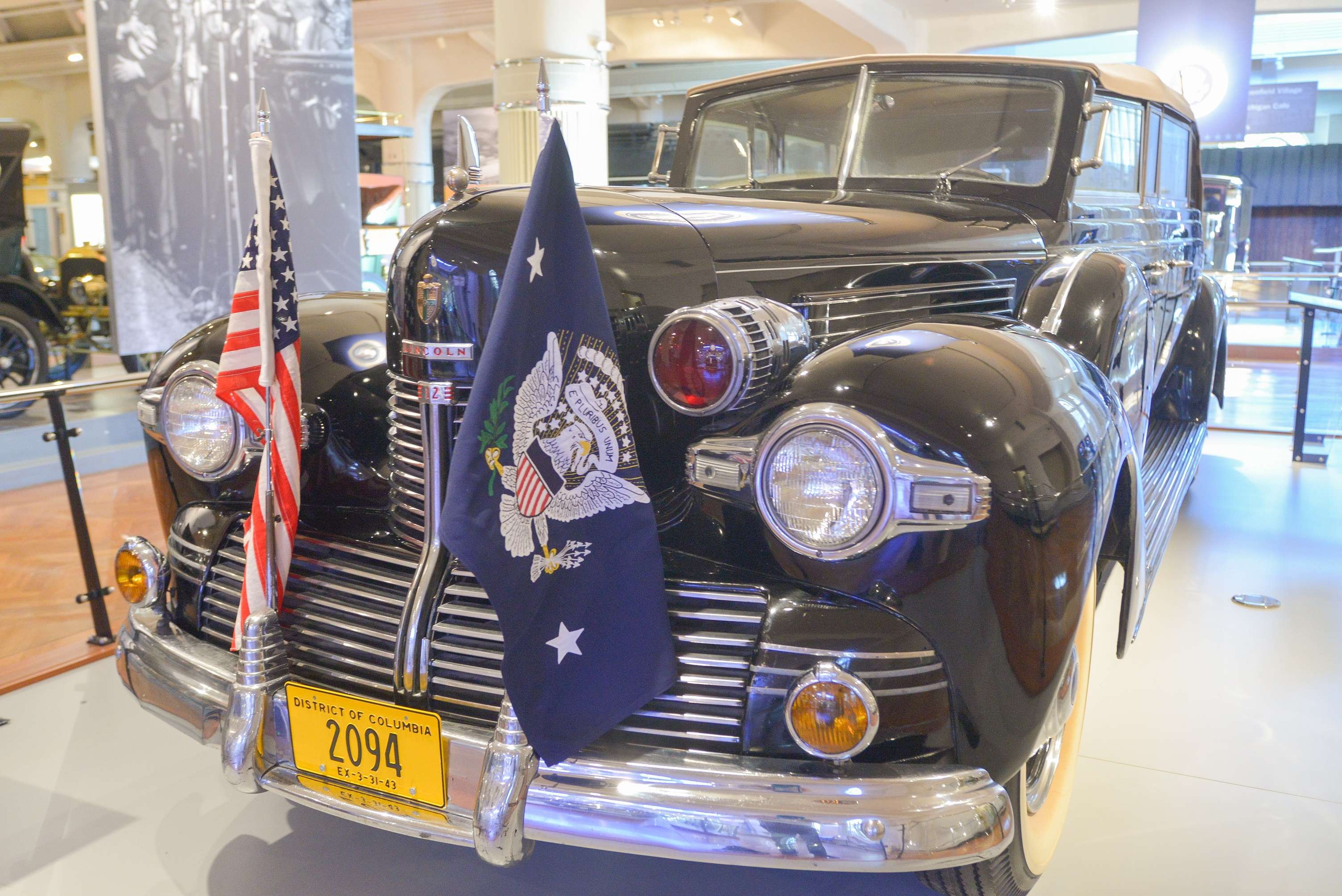
La Sunshine Special utilizzata nel 1939 dal presidente F.D. Roosevelt.

I presidenti degli Stati Uniti adottarono la tecnologia automobilistica all'inizio del XX secolo quando il presidente William Howard Taft acquistò quattro automobili, e le stalle della Casa Bianca furono trasformate in garage. I presidenti viaggiavano su auto di serie, non modificate, fino a che l'amministrazione di Franklin D. Roosevelt acquistò la Sunshine Special, la prima auto presidenziale costruita secondo specifiche dello United States Secret Service. Fino all'assassinio di John Fitzgerald Kennedy, le auto presidenziali spesso lasciavano che il presidente si spostasse scoperto ed esposto al pubblico.
L'omicidio Kennedy diede vita ad una progressione di auto sempre più corazzate e sigillate; le auto blu tra il 2009 e il 2018 avevano vetri antiproiettile spessi cinque pollici (13 cm) ed erano sigillate ermeticamente da un proprio sistema ambientale.
Le auto presidenziali dismesse vengono smantellate e distrutte con il concorso del Secret Service per evitare che i loro segreti possano essere appresi da estranei. Dalla fine del XX secolo i cortei presidenziali consistono di 24—25 veicoli oltre l'auto presidenziale, tra cui veicoli della sicurezza, soccorso sanitario, stampa, e apripista, più altri ancora.

## Modello attuale

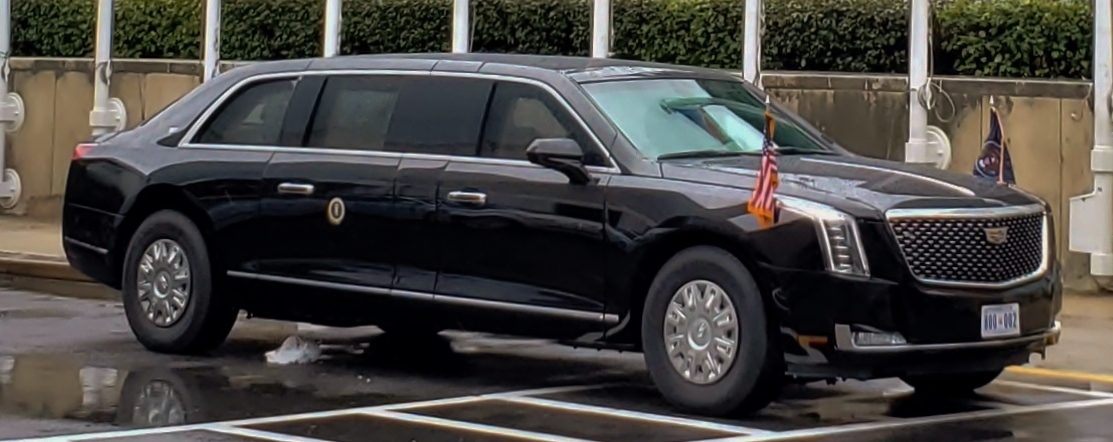
L'auto presidenziale Cadillac One in uso nel 2018, fotografata davanti all'ufficio delle Nazioni Unite a New York.

Informazioni di pubblico dominio indicano che General Motors (GM) ha ottenuto tre commesse per fornire la nuova limousine. Si suppone che ciascuna di queste particolari auto blu costi 1-1,5 milioni di dollari; al gennaio 2016 la GM aveva ricevuto 15 800 765 dollari (corrispondenti a 16 495 280 dollari del 2018) per il lavoro svolto sul nuovo modello.
Ci si aspettava che la nuova versione della limousine dirigenziale debuttasse all'inaugurazione di Donald Trump, il 20 gennaio 2017. Dopo che erano stati avvistati prototipi del nuovo modello circolare sulle pubbliche vie avvolti in un mascheramento multiscala monocromo, la Cadillac confermò a Fox News "Abbiamo svolto il nostro compito e abbiamo consegnato il veicolo al cliente". Il Secret Service confermò che il programma di sostituire l'auto presidenziale era "in pista e in orario" e doveva entrare in servizio a fine estate 2018. Gary Gastelu di Fox News azzardò che il prototipo travisato assomigliasse alla Cadillac CT6.
Il modello attuale debuttò il 24 settembre 2018, in occasione di un viaggio presidenziale a New York. Road & Track commentò che "la linea sembra una semplice evoluzione del modello vecchio con spunti del design Cadillac più attuale, come quello di una berlina Escalade." In quel momento, Road & Track poté solo riferire che l'auto blu era "massiccia ed alta", e pesava circa 15 000–20 000 libbre (6 800–9 100 kg).

## Storia
Il primo presidente in carica a viaggiare su un'auto blu fu William McKinley, che percorse un breve tratto su una vettura a vapore Stanley Motor Carriage Company il 13 luglio 1901. Stando allo US Secret Service, avevano l'abitudine di seguire a piedi la carrozza presidenziale; ma con la diffusione dell'auto, il Secret Service comprò un'auto a vapore White Motor Company del 1907 per accompagnare la carrozza del presidente Theodore Roosevelt tirata da cavalli. Il presidente in realtà evitava di usarla per non sminuire la sua immagine di "rude cavaliere".

### Anni 1910

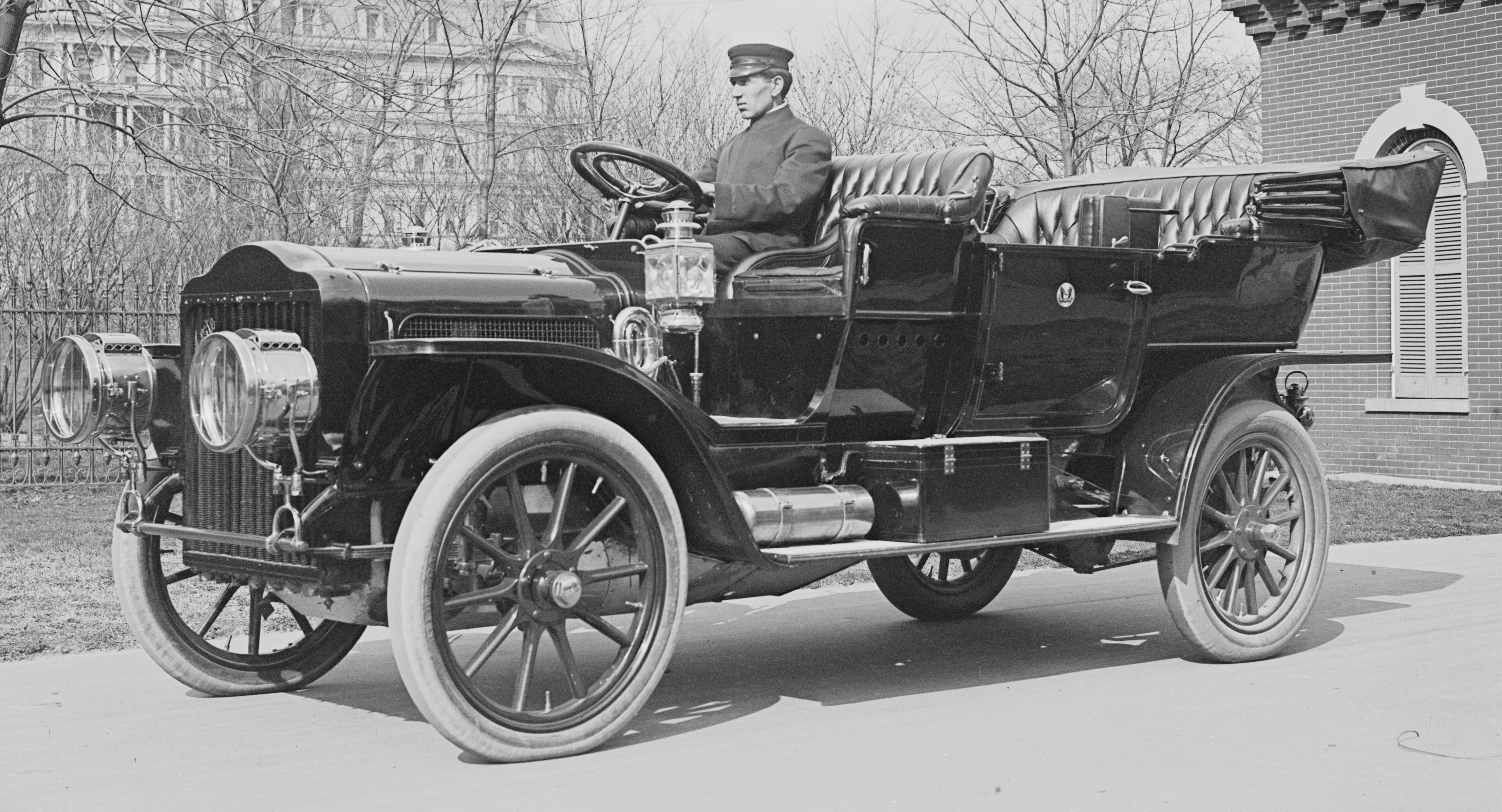
L'auto a vapore White del 1911 di Taft.

Il presidente William Howard Taft segnò una svolta alla Casa Bianca, trasformandone le stalle in garage e comprando una flotta di quattro vetture con un budget di 12 000 dollari (pari a circa 335 000 dollari del 2018): due "lussuose" Pierce-Arrow, un'auto elettrica Baker Motor Vehicle, e un'auto a vapore del 1911 White Motor Company da 4 000 dollari (pari a circa 112 000 del 2018). Il presidente Taft si entusiasmò dell'auto a vapore quando scoprì che poteva occultarsi ai paparazzi con un "getto di vapore emesso proprio al momento giusto."

### Anni 1920

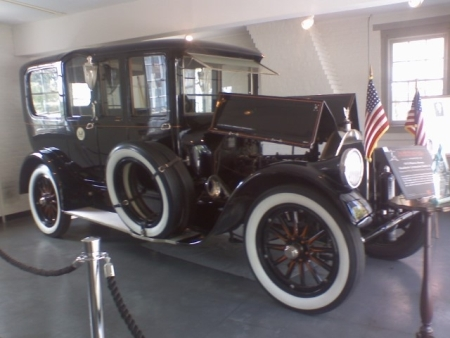
Una delle tre Pierce-Arrow acquistate dall'amministrazione Wilson.

Il presidente Woodrow Wilson era talmente soddisfatto delle tre Pierce-Arrow acquistate dalla sua amministrazione, che ne comprò una dal governo per tremila dollari (pari a 42 140 in valuta 2018) quando cessò dalla carica nel 1921. Warren G. Harding fu il primo presidente che usò un'auto alla sua inaugurazione, e fu anche il primo guidatore patentato ad essere eletto alla presidenza. Il presidente Herbert Hoover aveva una Cadillac V-16.

### Anni 1930

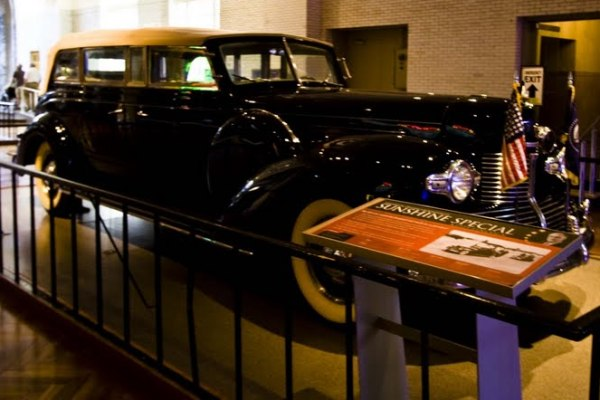
La Sunshine Special di FDR

Nel 1936 il presidente Franklin Delano Roosevelt comprò una coupé Ford Phaeton e la fece equipaggiare con comandi adattati agli arti superiori nonostante la direttiva del Secret Service che vietava ad un presidente in carica di mettersi al volante. Nel dicembre 1939 il presidente Roosevelt ricevette dalla Lincoln Motor Company un modello V12 cabriolet di quell'anno, la Sunshine Special. La Sunshine Special (chiamata così perché il tetto era sovente aperto) divenne la prima auto presidenziale ben nota, la primissima costruita su indicazioni del Secret Service, e la prima acquisita in locazione invece che comprata. Costruita sul telaio della Lincoln K-Series, la Sunshine Special ha un passo di 160 pollici (4 100 mm), spazio per 10 passeggeri, le porte posteriori che si aprono controvento, sospensioni rinforzate, due ruote di scorta sulle fiancate e predellini esterni per accogliervi gli agenti del Secret Service. La Sunshine Special fu sottoposta a due serie di modifiche. Dapprima nel 1941 il tetto della macchina fu abbassato di 3 pollici (76 mm) per motivi estetici. Poi nel 1942, dopo l'attacco di Pearl Harbor, all'auto si aggiunsero la corazzatura, vetri antiproiettile spessi un pollice (2,5 cm), "camere d'aria antiforatura rivestite di metallo, una radio ricetrasmittente, una sirena, lampeggianti rossi, e un vano per contenere mitra." Dopo la seconda serie di modifiche, la vettura pesava 9 300 libbre (4 200 kg) ed era più lunga di 6 piedi (1,8 m).

### Anni 1950
Negli anni 1950, durante la presidenza Truman, secondo una leggenda quel presidente era risentito con la General Motors che non gli aveva concesso l'uso di sue macchine nella campagna per le presidenziali del 1948; per questo scelse come auto blu la Lincoln.  La Casa Bianca prese in affitto dieci Lincoln Cosmopolitan. Le auto, verniciate di nero e con padiglioni più alti per accogliere gli alti cappelli di seta che andavano di moda, erano modificate dal carrozziere Henney Motor Company mentre Hess and Eisenhardt integrava caratteristiche di sicurezza supplementari. Nove di queste automobili erano a carrozzeria chiusa, mentre la decima era una cabriolet blindata realizzata espressamente per il presidente Truman. Quest'ultima Cosmopolitan era lunga 20 piedi (6,1 m), larga 6,5 piedi (2,0 m), e pesava 6 500 libbre (2 900 kg), ossia 1 700 libbre (770 kg) più di una Cosmopolitan di serie. Tutte e dieci le auto erano equipaggiate con motori V8 da 152 HP (113 kW) "con trasmissioni rinforzate Hydra-Matic."
Nel 1954 per il presidente Dwight D. Eisenhower la Cosmopolitan cabriolet fu dotata di un tetto in plexiglas che divenne famoso come "Bubble-top" ("sommità-bolla"); restò in uso per i presidenti fino al 1965.

### Anni 1960

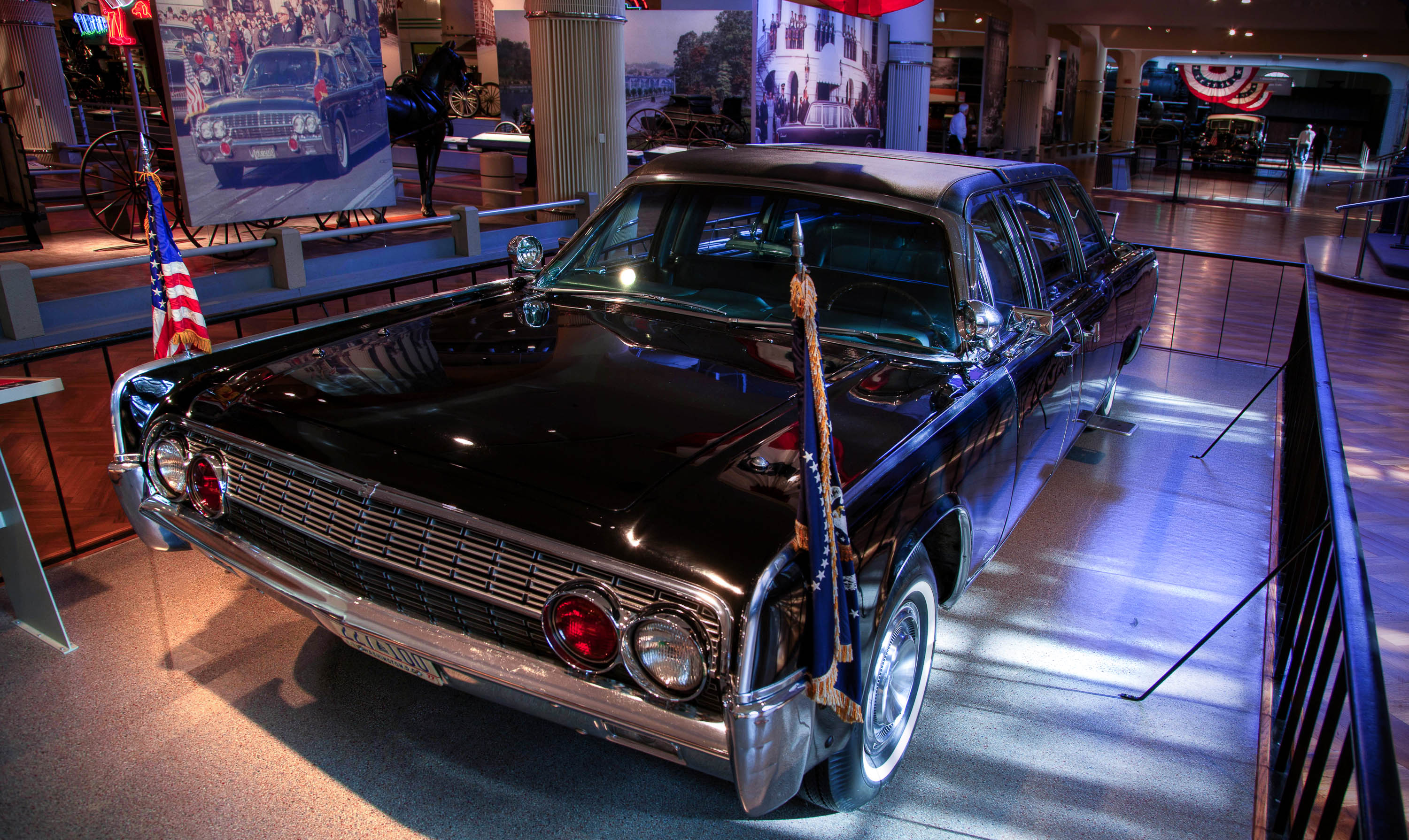
La X-100 all'Henry Ford Museum (2012).

Nel 1961 il presidente John F. Kennedy accettò una Lincoln Continental modello 1961 modificata, blu scuro, che costava quasi 200 000 dollari (pari a circa 1 700 000 dollari del 2018). Denominata X-100 nel gergo del Secret Service, era l'auto presidenziale più sofisticata mai prodotta fino a quel momento. Aveva un "climatizzatore potenziato, un paio di radiotelefoni, un estintore, un kit di primo soccorso, e una sirena." All'esterno era dotata di predellini e maniglie migliorati e retrattili per gli agenti del Secret Service, e lampeggianti rossi incassati nel paraurti. Caratteristiche esclusive della X-100 erano la dotazione di tre tetti asportabili (uno morbido di serie, uno leggero di metallo, e uno di plastica trasparente); e di un elevatore idraulico che alzava dal pavimento il divano posteriore di 10 1⁄2 pollici (270 mm). Entrambe queste caratteristiche erano volte a rendere più visibile il presidente, ma al contempo ne aumentavano la vulnerabilità (come sarebbe stato tragicamente dimostrato dall'attentato a J.F. Kennedy). Dopo l'assassinio, la X-100 fu riprogettata per un corso stimato di mezzo milione di dollari; l'auto fu dipinta di nero e dotata di "impianto di telecomunicazioni migliorato, motore più potente e pneumatici antiforatura fatti di alluminio rivestito di gomma." Il serbatoio di carburante fu protetto contro l'esplosione da una "matrice a schiuma porosa" che minimizzava lo sversamento in caso di perforazione. La cellula-abitacolo fu protetta da 1 600 libbre (730 kg) di blindatura, e i tre tetti apribili furono sostituiti da una copertura di vetro dal costo superiore a 125 000 di dollari. La copertura di vetro era composta di 13 diversi pezzi di cristallo antiproiettile di spessore variabile da 1 fino a 1 13⁄16 pollici (25 fino a 46 mm), e pertanto era il più grande pezzo curvo di vetro antiproiettile mai costruito sino ad allora. Nel 1967, la X-100 fu nuovamente modificata con un sistema aggiornato di aria condizionata, un finestrino posteriore apribile, e un miglioramento strutturale del volume posteriore. Benché fossero state costruite e consegnate alla Casa Bianca più moderne auto presidenziali, la X-100 continuò ad essere sporadicamente usata dai presidenti Lyndon B. Johnson, Richard Nixon, Gerald Ford, e Jimmy Carter finché fu ritirata dal servizio ai primi del 1977. Alla volta del 2016, era in mostra presso l'Henry Ford Museum a Dearborn (Michigan).
Il presidente Johnson preferiva le cabriolet bianche, ma "questioni di protocollo e sicurezza" lo indussero ad adottare una Lincoln Continental del 1967 come auto blu.
L'hard-top costava alla Ford Motor Company circa 500 000 dollari (pari a circa 3 760 000 di dollari del 2018); a sua volta la Ford lo affittò al governo federale per 1 dollaro (equivalente a 7,51 dollari del 2018) l'anno. Con 4 000 libbre (1 800 kg) di corazzatura, "una copertura a bolla più spessa del cockpit protettivo di un caccia F-16", e un motore V8 da 340 HP (250 kW), l'auto da 11 000 libbre (5 000 kg) era comunque in grado di correre a 100 miglia all'ora (160 km/h) — o 50 miglia all'ora (80 km/h) con tutte le gomme bucate. L'auto fu usata dai presidenti Nixon, Ford, e Carter, e viaggiò in 32 nazioni prima di essere ritirata nella seconda metà degli anni 1970. Nel 1996, la Ford ripristinò l'auto nel suo stato originale e la donò al Richard Nixon Presidential Library and Museum; il costruttore scelse la biblioteca di Nixon poiché egli l'aveva impiegata in un buon numero dei suoi viaggi presidenziali più significativi.

### Anni 1970

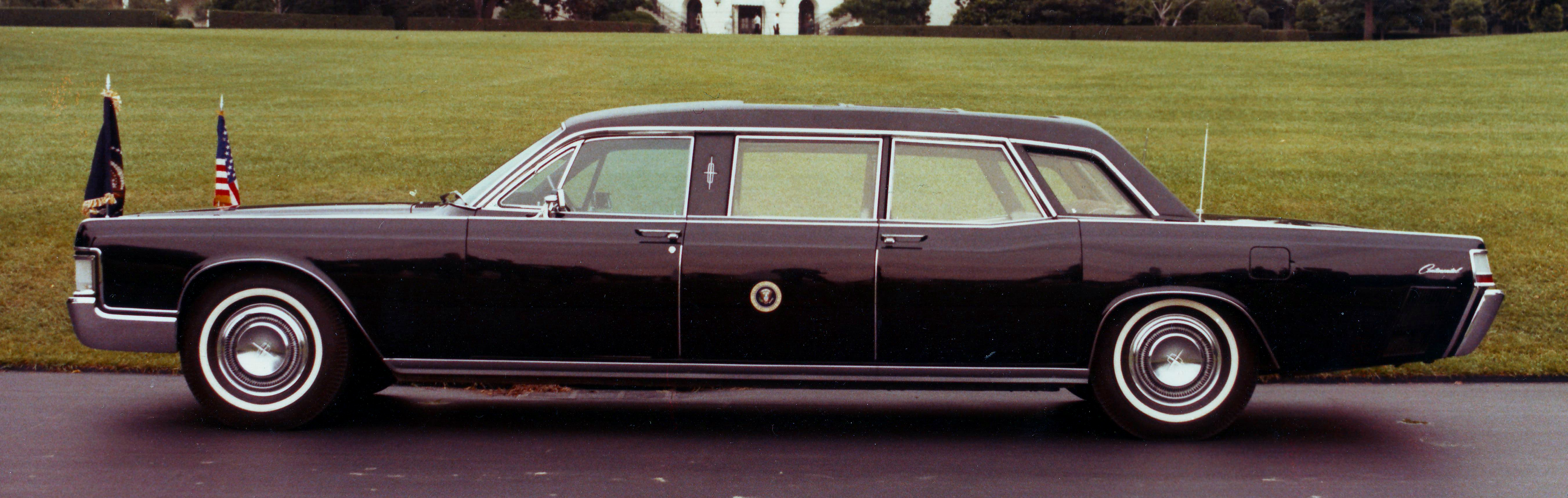
L'auto presidenziale Lincoln Continental del 1972.

Una Lincoln Continental del 1972 modificata, da 22 piedi (6,7 m), 13 000 libbre (5 900 kg) fu consegnata alla Casa Bianca nel 1974. La limousine a sei posti, dotata di un V8 da 460 pollici cubi (7 500 cm³) e 214 cavalli vapore britannici (160 kW), fu data in affitto dalla Ford per 5 000 dollari annui (pari a 25 401 dollari del 2018). La vettura, tra le sue ricche dotazioni, aveva pure microfoni esterni per consentire agli occupanti di percepire i rumori ambientali, lamiere con blindatura pesante, vetri antiproiettile, e supporti per i mitra del Secret Service. Questa auto blu presidenziale era il veicolo in cui si trovava Gerald Ford quando Sara Jane Moore gli sparò (1975), e che trasportò Ronald Reagan all'ospedale dopo l'attentato che subì nel 1981.

### Anni 1980

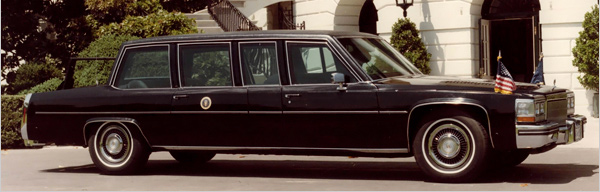
L'auto presidenziale Cadillac Fleetwood del 1983.

L'auto presidenziale successiva fu una Cadillac del 1983, consegnata il 30 gennaio 1984.
Questa Cadillac Fleetwood è 17 pollici (430 mm) più lunga e 3 pollici (76 mm) più alta della Fleetwood di serie. Era blindata e con vetri antiproiettile (2 3⁄8 pollici [60 mm] di spessore), e fu descritta come "dalla linea caratteristica, con un tetto rialzato e un grande montante posteriore." Per far fronte al peso aggiuntivo della corazza, l'auto aveva ruote e gomme maggiorate, freni potenziati e un sistema che regolava automaticamente l'altezza del pianale rispetto alla strada.

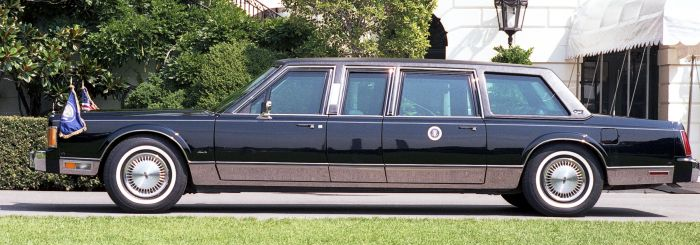
L'auto presidenziale del 1989, Lincoln Town Car.

L'auto presidenziale consegnata alla Casa Bianca nel 1989 era una Lincoln Town Car di quell'anno, modificata, che era 22 piedi (6,7 m) più lunga, e alta oltre 5 piedi (1,5 m).

### Anni 1990

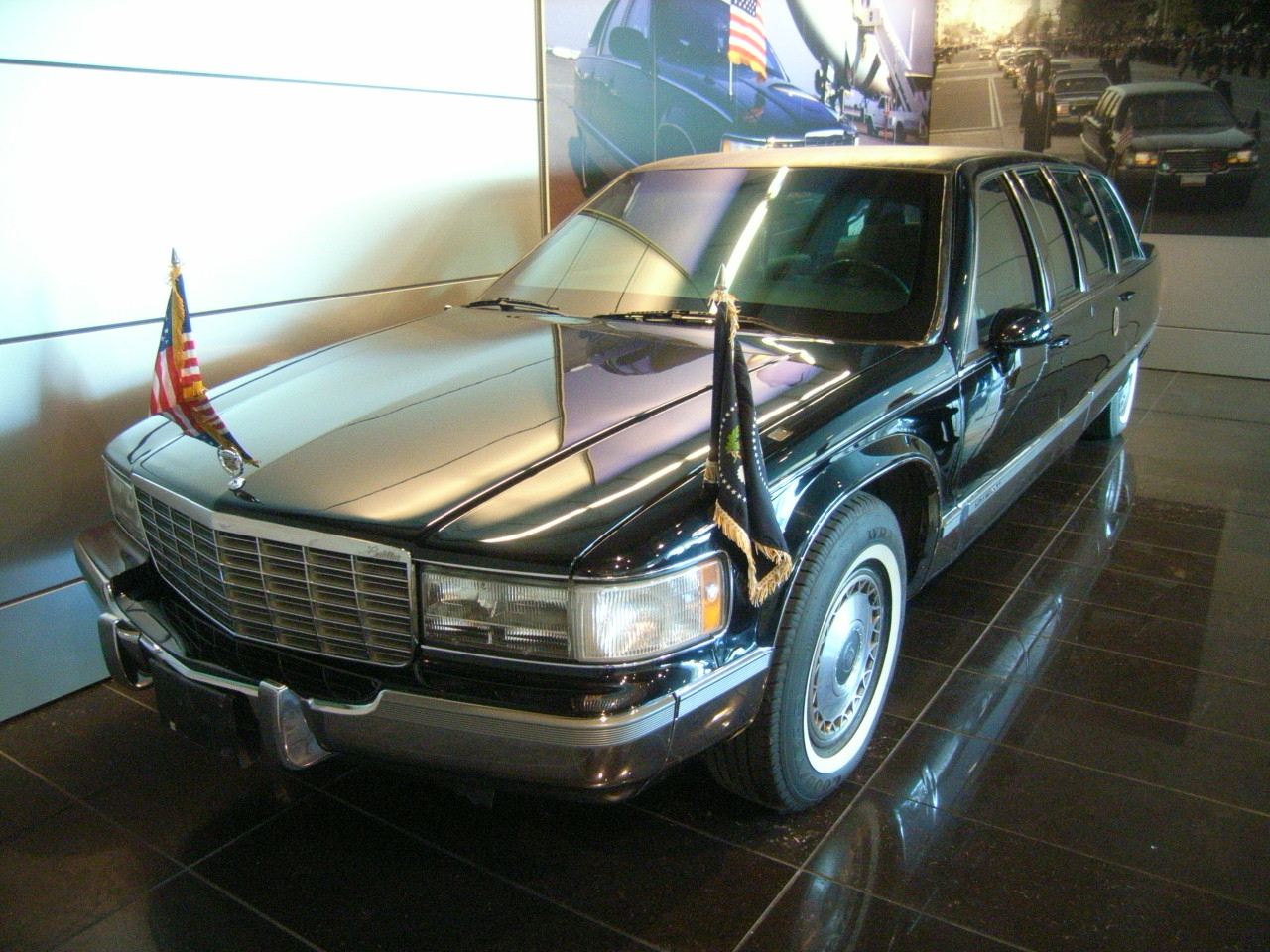
L'auto presidenziale Cadillac Fleetwood del 1993.

Il presidente Bill Clinton usò una Cadillac Fleetwood del 1993 come auto presidenziale. È esposta, con tutte le porte chiuse, al Clinton Presidential Center di Little Rock (Arkansas). Christine Mouw, curatrice del museo, commentò [riguardo alle porte chiuse] "farebbero entrare la polvere nell'abitacolo, ma se avessimo bisogno di entrare, dovremmo interpellare l'ufficio locale del Secret Service".
La CNN ha intervistato Joe Funk, ex agente Secret Service e autista della vettura presidenziale quando era in carica Clinton. Funk descrisse una dicotomia dell'auto: il presidente è completamente separato dall'esterno dalla blindatura e dai vetri antiproiettile di bordo, però dispone di numerosi strumenti di comunicazione, a mezzo telefono, satelliti e internet.

### 2001–2009

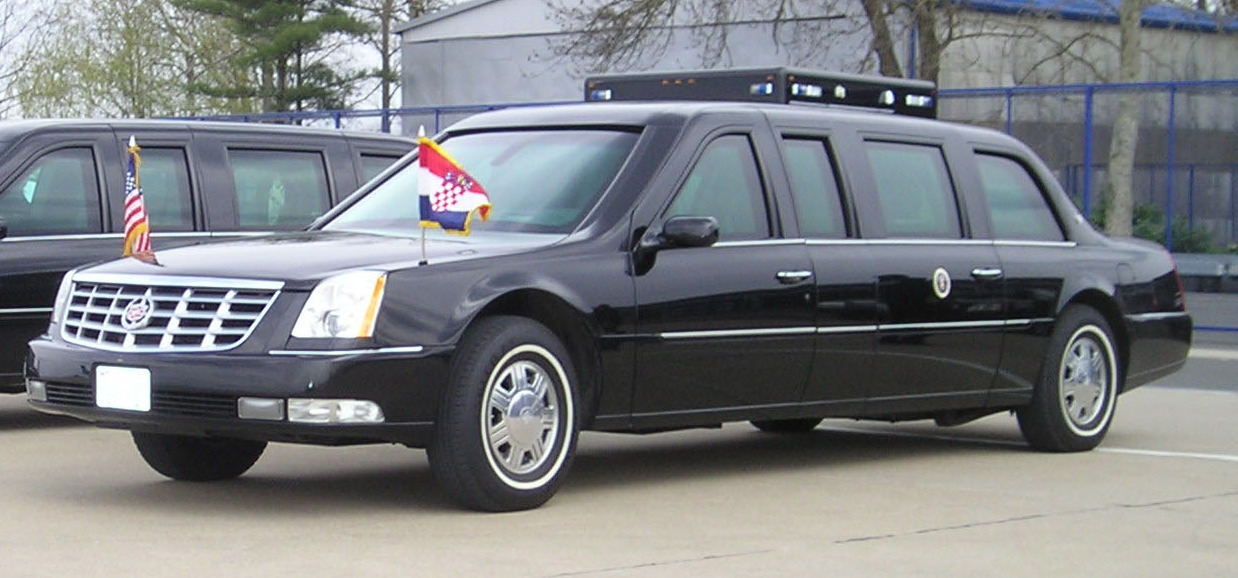
La limousine presidenziale di George W. Bush a Zagabria.

Nel 2001, per la prima inaugurazione del presidente George W. Bush, la Cadillac non produceva più una vettura adatta alla conversione in limousine presidenziale. Per di più, le integrazioni di blindatura e apparati suggerite dal Secret Service avevano gravato le precedenti limousine presidenziali oltre i loro limiti, determinando avarie alla trasmissione e precoce usura dei freni. L'auto blu di George W. Bush fu invece riprogettata da zero a cura di "una divisione R&D General Motors a Detroit" per soddisfare i requisiti del Secret Service.
Secondo "congetture di ben informati" la Cadillac Deville di George W. Bush si basa in realtà sul telaio della serie di SUV General Motors che comprende "Chevrolet Suburban, GMC Yukon[,] e Cadillac Escalade." Questa "Deville" presentava porte corazzate da 5 pollici (130 mm), e "vetro antiproiettile così spesso da bloccare parte dello spettro luminoso." Sempre secondo indiscrezioni, l'auto avrebbe zone passeggeri sigillate e dotate di una scorta autonoma di aria, pneumatici autoportanti (run-flat), e un motore da 454 pollici cubi (7 440 cm³). Tra gli accessori confermati "un CD changer integrato da 10 dischi, un computer desktop a scomparsa[,] e sedili posteriori con cuscini adattivi, massaggianti." Si stimava che questa auto presidenziale pesasse circa 14 000 libbre (6 400 kg). L'auto blu di Bush era soprannominata "The Beast" ("la bestia"), un nome che si è mantenuto durante la presidenza di Barack Obama. Quando viaggiava, il presidente Bush si portava due delle limousine blindate (trasportate per via aerea con C-5 or C-17), una da usare e una di riserva. Ciò si rivelò provvidenziale in un viaggio a Roma del 2007, quando una delle auto presidenziali si bloccò per cinque minuti in mezzo alla strada; la vettura fu riavviata, ma venne sostituita dalla limousine di riserva non appena Bush ebbe raggiunto la destinazione. A volte il presidente Bush usava invece veicoli già presenti sul posto, auto della flotta dell'ambasciata o mezzi militari, al posto dell'auto presidenziale. Il presidente non usava mai veicoli governativi non americani quando si trovava all'estero.

### 2009–2018

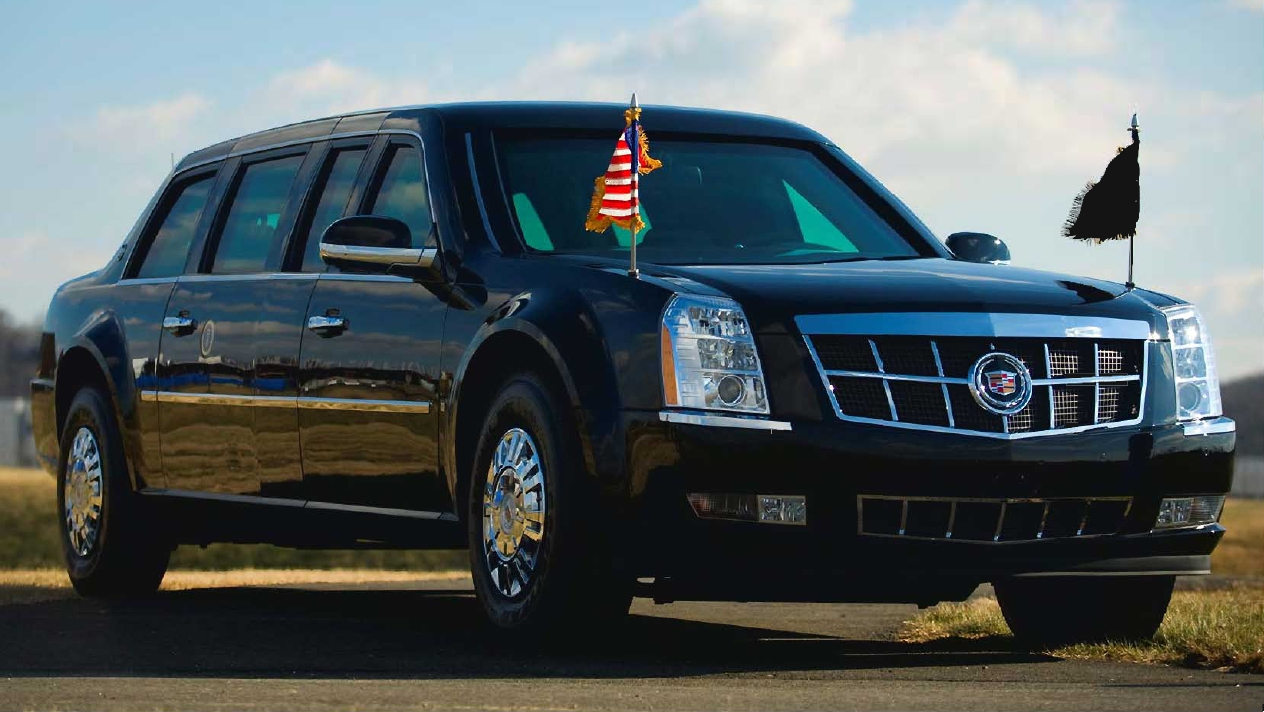
Vista frontale dell'auto presidenziale USA 2009-2018.

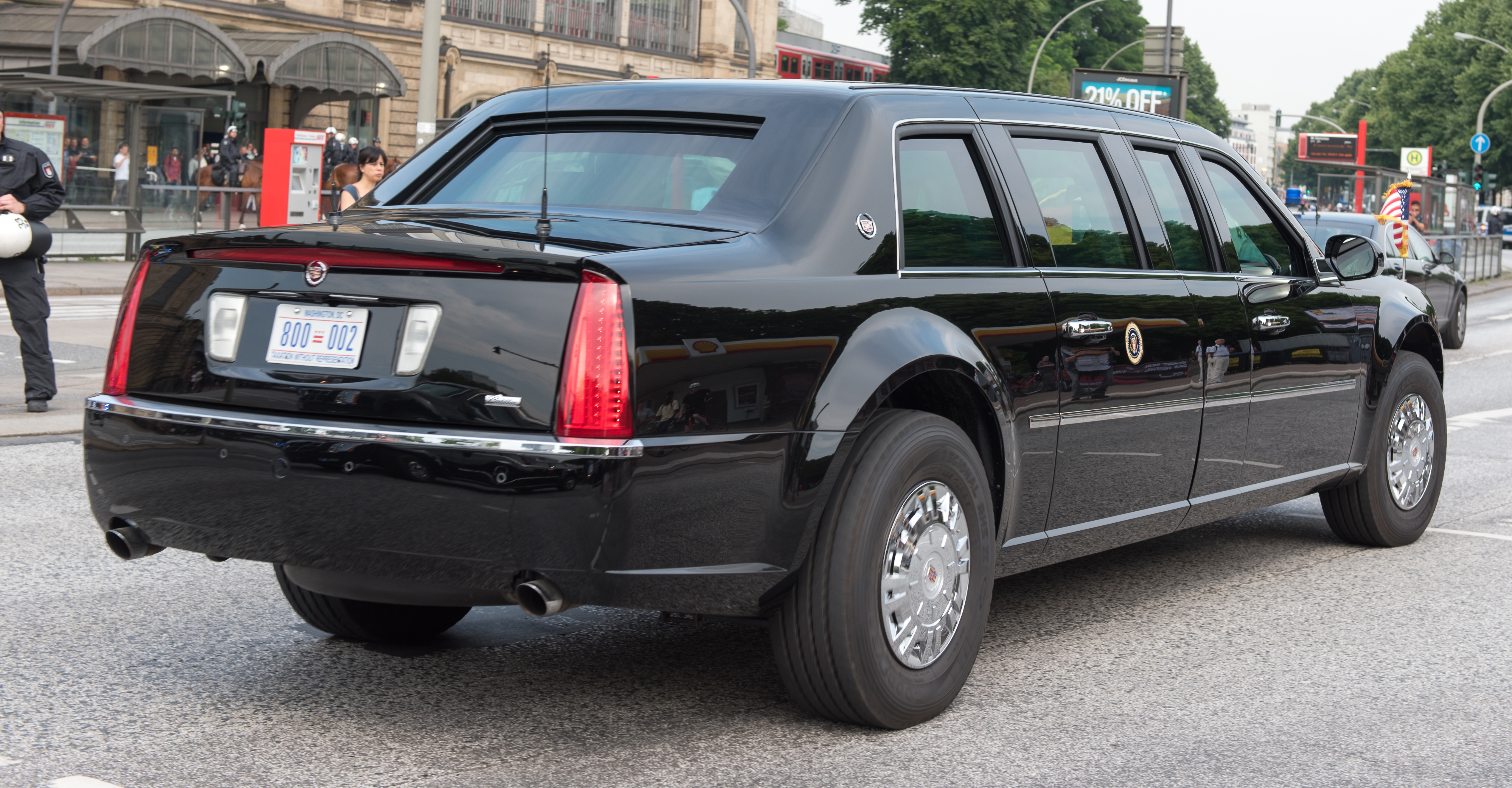
Vista posteriore dell'auto presidenziale USA 2009-2018.

L'auto presidenziale 2009-2018 entrò in servizio il 20 gennaio 2009, trasportando il presidente Obama lungo le 2 miglia (3,2 km) di Pennsylvania Avenue dalla cerimonia di insediamento alla parata di insediamento. Prodotta dalla Cadillac, l'auto presidenziale non si basava su alcun particolare modello di produzione, pur avendo la griglia frontale e il logo che contraddistinguono la Cadillac CTS e la Cadillac Escalade. I fanali anteriori e posteriori erano identici a quelli usati su modelli di serie Cadillac.
Anton Godwin del blog Road/Show di CNET commentò che si vociferava che l'auto presidenziale si basasse sulla piattaforma GMC Topkick. Se questo è vero, Goodwin ha ipotizzato che l'auto potrebbe impiegare o un V8 a benzina Vortec 8,1 litri (490 cu in) o un turbodiesel V8 Duramax 6,6 litri (400 cu in). La rivista Autoweek affermò che l'auto funzionava con un propulsore a benzina.
Si è ipotizzato che l'auto presidenziale Obama/Trump fosse molto più pesante di quella precedente poiché è equipaggiata con pneumatici Goodyear Regional RHS, normalmente riservati ad autocarri medio-pesanti; il peso supposto va da 15 000 fino a 20 000 libbre (6 800 fino a 9 100 kg). A causa del suo peso, l'auto raggiunge solo una velocità di circa 60 miglia all'ora (97 km/h), con un consumo da 3,7 a 8 miglia per gallone USA (da 64 a 29 l/100 km; da 4,4 a 9,6 mpg‑imp). Si è scritto che la vettura costasse tra US$300,000 e US$1,500,000 (pari a circa US$400,000–1,600,000 del 2018). La manutenzione dell'auto è competenza del Secret Service.

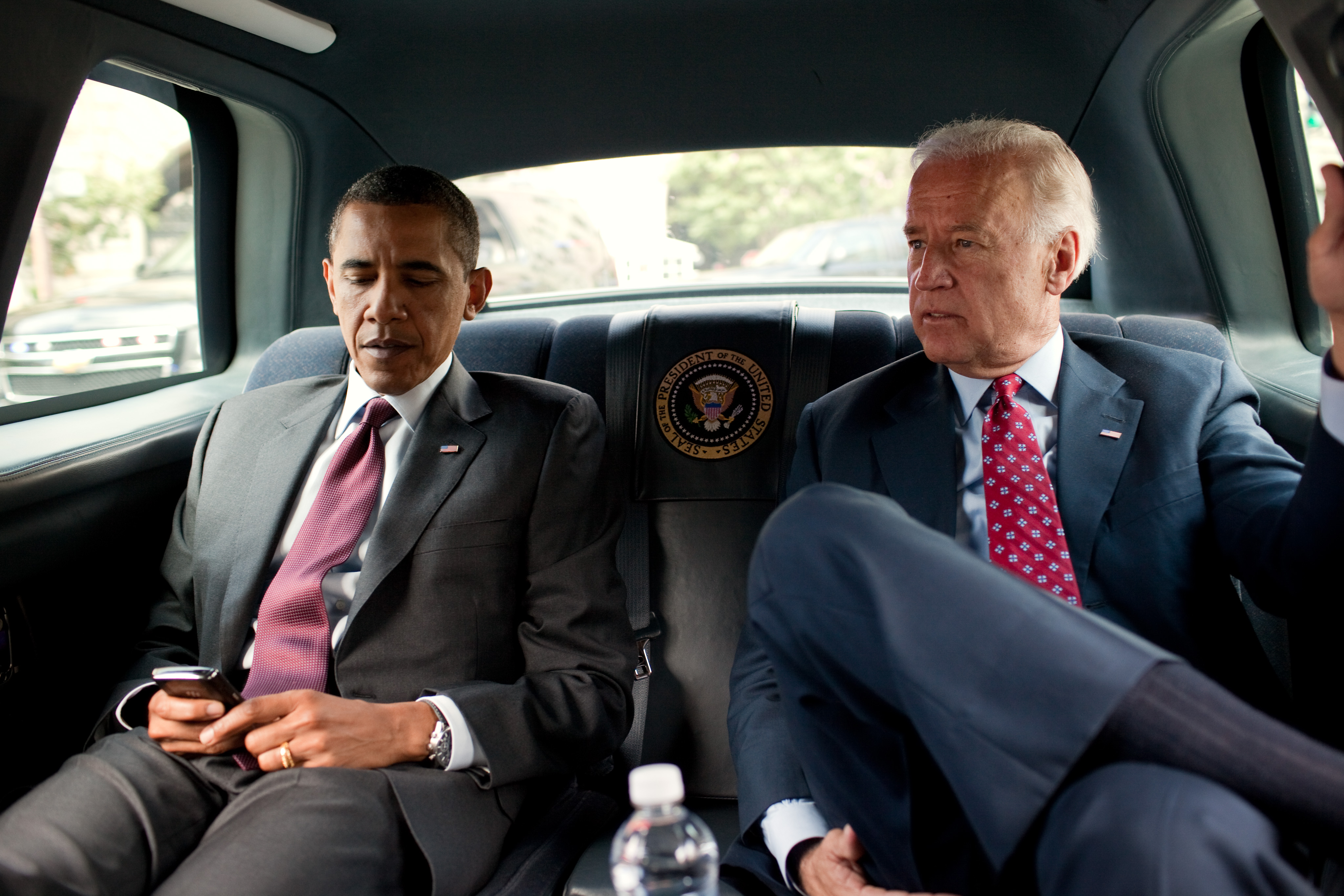
Il presidente Barack Obama e il suo vice Joe Biden a bordo dell'auto presidenziale, 2010.

Sulle porte non c'erano toppe per le chiavi; soltanto il Secret Service sa come si aprissero. Aveva più vetri antiproiettile spessi oltre 5 pollici (13 cm) del modello precedente. Aveva anche pneumatici "run-flat" e un abitacolo completamente sigillato per proteggere gli occupanti in caso di attacco chimico. L'auto presidenziale del 2009 aveva un sistema di visione notturna, un lanciatore di gas lacrimogeno, serbatoi incorporati di ossigeno, un serbatoio carburante blindato, imbottito di schiuma per evitare esplosioni, e fucili a pompa. Non è chiaro se fosse o no armata con lanciarazzi, ma in ogni caso poteva sparare "granate fumogene infrarosse multi-spettro come contromisura per un attacco con granate o missili anticarro." La vettura disponeva di porte spesse otto pollici (20 cm). La portavoce di General Motors Joanne K. Krell ha dichiarato dell'auto di stato presidenziale: "Il veicolo presidenziale è costruito secondo specifiche precise e speciali, viene sottoposto a test e sviluppo estremi, e incorpora anche molti degli aspetti più importanti delle auto "normali" di Cadillac, come il particolare design, gli interni tagliati e cuciti a mano, ecc."

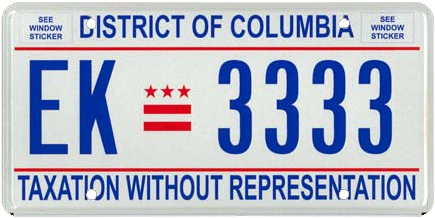
Targa automobilistica di Washington, D.C.

Nel 2013 l'auto presidenziale fu dotata di targhe ordinarie di Washington D.C., con la scritta "TAXATION WITHOUT REPRESENTATION" che si riferisce al fatto che il distretto non ha suoi rappresentanti presso il Congresso USA. Il mutamento conseguì a una mozione del consiglio comunale del D.C., che chiedeva al presidente di usare nei cortei presidenziali le targhe che sarebbero state visibili a milioni di persone quando il presidente percorse Pennsylvania Avenue per il suo secondo insediamento.

## Demolizione
Alla fine del XX secolo, il Secret Service partecipava abitualmente alla demolizione dell'auto presidenziale alla fine del suo ciclo di vita. Gli agenti federali usano munizioni e proiettili incendiari per due motivi. Primo, dimostrare l'efficacia dell'auto presidenziale contro tale tipo di minacce; secondo, fare a pezzi il veicolo distruggendo i segreti di fabbricazione, blindatura, e risorse difensive.

## Cortei presidenziali

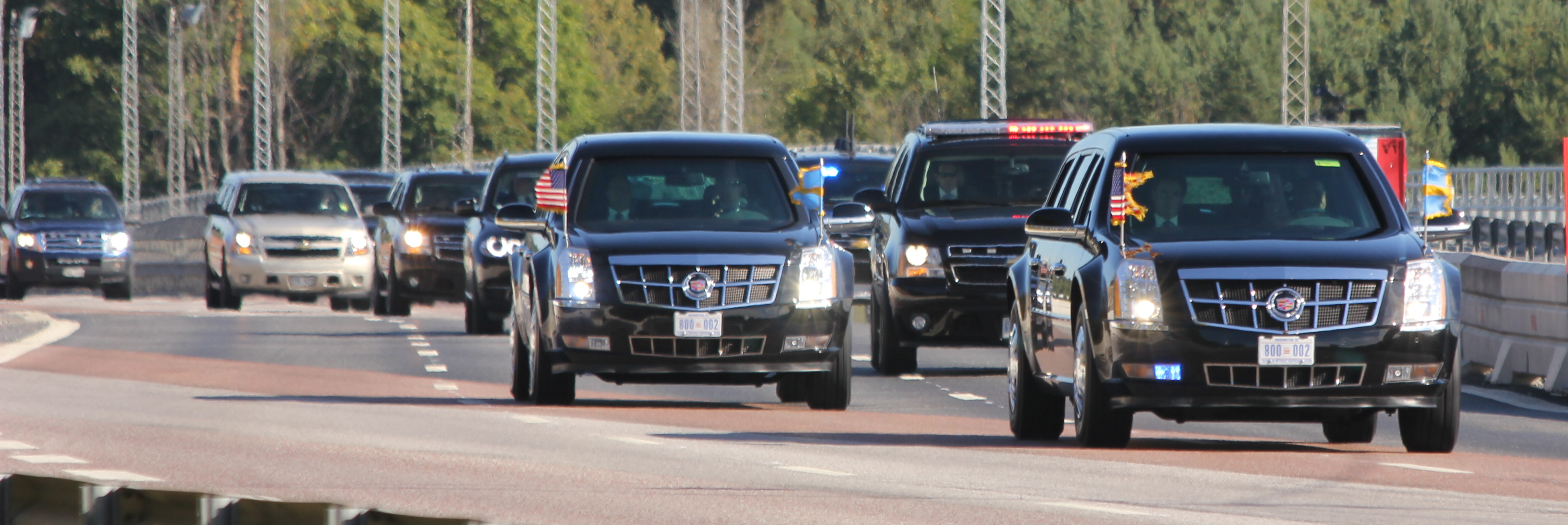
Corteo di Barack Obama

I cortei che accompagnano l'auto presidenziale richiedono minuziose ed articolate procedure. I cortei ai tempi di George W. Bush arrivavano a contare una ventina di macchine; con il presidente Obama lievitarono a 30—45 veicoli.
Il corteo presidenziale di Obama comprendeva numerosi veicoli diversi dall'auto blu ufficiale del presidente. C'erano auto della polizia per scortare il corteo e sgombrare le strade; SUV per trasportare le squadre del Secret Service, contromisure elettroniche, collaboratori principali, una squadra di contrattacco, personale ed equipaggiamento "per la mitigazione di materiali pericolosi", e personale della White House Communications Agency. C'erano ancora pulmini della stampa, un'ambulanza, ed altri.
La manutenzione dell'auto presidenziale è affidata al Secret Service, mentre degli altri veicoli di supporto si occupa lo White House Military Office. Per le complessità nell'organizzare i cortei, vengono preferiti gli elicotteri (Marine One).